# Nation crie d'Opaskwayak
La Nation crie d'Opaskwayak est une bande indienne de la Première Nation crie du Manitoba au Canada. Le territoire de la nation est situé près de Le Pas le long de la rivière Saskatchewan. Elle est signataire du Traité 5.

## Géographie
La réserve de la Nation crie d'Opaskwayak est en fait composé de 21 parcelles de terre variant en superficie de 10 à 5 200 acres pour un total de 15 000 acres situées au Manitoba. Les localités les plus peuplées sont situées près de Le Pas. Le territoire de la nation partage ses frontières avec la municipalité rurale de Kelsey, la ville de Le Pas et la partie non organisée de la Division No 21.

## Gouvernement
La Nation crie d'Opaskwayak est gouvernée par un conseil élu composé d'un chef et de huit conseillers.

## Sports
En 1996, la Nation crie d'Opaskwayak a créé l'équipe de hockey le Blizzard de l'Opaskwayak Cree Nation évoluant dans la Ligue de hockey junior du Manitoba.